# Sarzeda
Sarzeda ist ein Ort und eine ehemalige Gemeinde (Freguesia) im portugiesischen Kreis Sernancelhe. Die Gemeinde hatte 538 Einwohner (Stand 30. Juni 2011).
Am 29. September 2013 wurden die Gemeinden Sarzeda und Sernancelhe zur neuen Gemeinde União das Freguesias de Sernancelhe e Sarzeda zusammengeschlossen.